# Skinburness
Skinburness – wieś w Anglii, w Kumbrii, w dystrykcie (unitary authority) Cumberland. Leży 27 km na zachód od miasta Carlisle i 432 km na północny zachód od Londynu.